# Rinorea multivenosa
Rinorea multivenosa là một loài thực vật có hoa trong họ Hoa tím. Loài này được Hekking miêu tả khoa học đầu tiên năm 1979.